# 계약우정
《계약우정》은 매주 화요일 권라드가 다음 웹툰에서 연재하는 웹툰이다.